# 狙われた美人キャスター
『狙われた美人キャスター』（ねらわれたびじんキャスター）は、1983年に日本テレビ系「火曜サスペンス劇場」で放送されたテレビドラマ。主演は沢田亜矢子。 フィルム作品。

## あらすじ
朝のワイドショーのメイン司会を務める人気キャスター沢木美也子（沢田亜矢子）は恋人の桂木（峰岸徹）に遊ばれた揚げ句フラれ、酷く傷ついていた。一方で病院を経営していた夫に死なれ未亡人となった立川千秋（江波杏子）は夫の友人の本田（中丸忠雄）に病院を乗っ取られ全てを無くし、本田に激しい憎悪を抱いていた。ある日、千秋は美也子に接触し、桂木に捨てられた恨みと自分の本田への恨みを晴らすため、美也子は本田を、千秋は桂木を殺す交換殺人の話を持ち掛ける。美也子は断固拒否したが、千秋は桂木の殺害を実行してしまった。

## キャスト
- 沢木美也子 - 沢田亜矢子
- 桂木あつお - 峰岸徹
- 本田重機 - 中丸忠雄
- 小高いづみ - 横山エミー
- マネージャー - 中村まり子
- 立川吉彦 - 直江喜一
- 吉原正皓
- 遠藤征慈
- 二見忠男
- 北見敏之
- 野口ふみえ
- 花かおる
- 堺すすむ
- 木島一郎
- 佐藤晟也
- 八木隆
- 高品正宏
- 小林文隆
- 笠井一彦
- 草野裕
- 平光琢也
- 後藤哲夫
- 飯田和平
- 西巻暎子
- 福島みゆき
- 北上忠行
- 上場勇
- 水田裕子
- 立川千秋 - 江波杏子

## スタッフ
- 企画 - 小坂敬（日本テレビ）、山本時雄（日本テレビ）
- プロデューサー - 山口剛（日本テレビ）、佐々木啓、八巻晶彦（ニュー・センチュリー・プロデューサーズ）
- 脚本 - 高田純、斎藤博
- 音楽- 木森敏之
- 撮影 - 水野尾信正
- 照明 - 野口素胖
- 録音 - 米山靖
- 編集 - 井上治
- 編集 - 飯塚勝
- 助監督 - 霜村裕
- 色彩計測 - 高瀬比呂志
- 記録 - 田畑三代
- 装飾 - 松本良二
- 美粧 - 榎本美粧
- 衣裳 - 東京衣裳
- 整音 - 小峰信雄
- 効果 - 東洋音響
- 選曲 - 山川繁
- PR担当 - 山口晋（日本テレビ）
- スチール - 野上哲夫
- 俳優担当 - 笹岡幸三郎
- 製作担当 - 秋田一郎
- 現像 - 東洋現像所
- 録音スタジオ - にっかつスタジオセンター
- 衣裳提供 - ノリコ・カズキ(株)ディ・ピュ、京都 高三、ユキベルファム
- 撮影協力 - 箱根ロープウェイ(株)、(株)大成互助センター、(有)藤森造花店
- 製作協力 - 生田スタジオ、シネマハウト
- テーマ曲 - 「聖母たちのララバイ」 唄 - 岩崎宏美（ビクターレコード）
- 音楽協力 - 日本テレビ音楽
- 監督 - 小谷承靖
- 制作 - 日本テレビ、東京ビデオセンター、ニュー・センチュリー・プロデューサーズ